# I Agries Meres Mas
I Agries Meres Mas (griechisch Οι άγριες μέρες μας, anhörenⓘ; internationaler Titel: Our Wildest Days) ist ein griechisch-französischer Spielfilm von Vasilis Kekatos aus dem Jahr 2025.

## Handlung
Die 20-jährige Chloe verlässt ihre dysfunktionale Familie, um sich einer Gruppe Jugendlicher anzuschließen. Diese reist durch Griechenland und versucht über unkonventionelle Wege die Armut zu bekämpfen. Am Ende der Reise stellt sich die Frage, ob Zärtlichkeit der ultimative Akt von Rebellion ist.

## Veröffentlichung
Die Weltpremiere von I Agries Meres Mas, Vasilis Kekatos’ Debütfilm, erfolgte im Februar 2025 im Rahmen der 75. Internationalen Filmfestspiele Berlin. Dort wurde das Werk in die Jugendsektion Generation K14plus aufgenommen.